# Armas de destrucción masiva en Libia
Las armas de destrucción masiva en Libia se refiere a la posesión y proyectos de desarrollo de armamento biológico, químico y nuclear, así como a su capacidad y medios para desplegarlo, en dicho país norteafricano. El interés libio por este tipo de armamento surgió durante la segunda mitad del siglo XX y terminó a principios del XXI cuando el gobierno libio, con su líder Muamar Gadafi a la cabeza, renunció oficialmente a ellas.   

## Contexto histórico

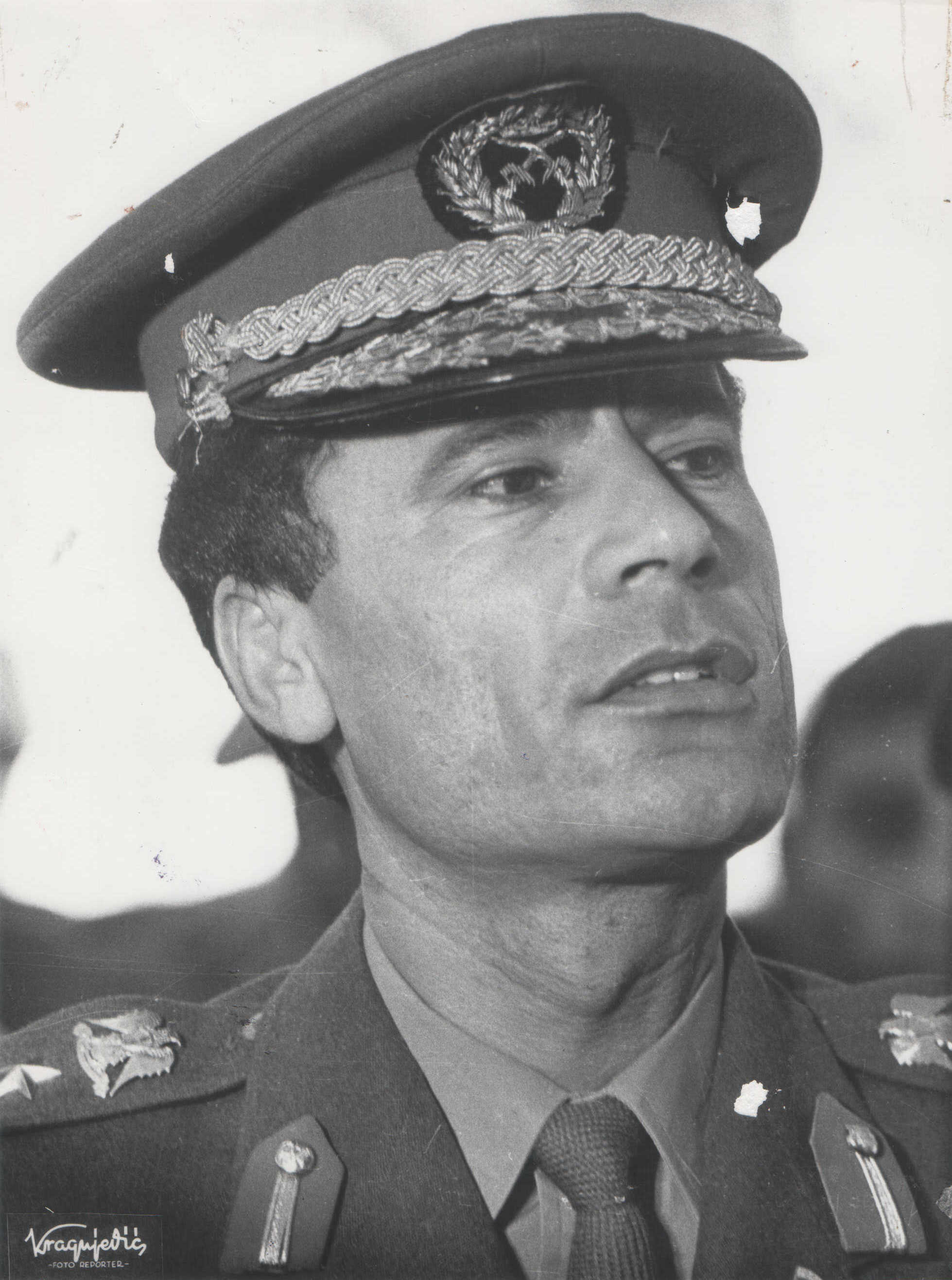
Fue el líder libio, Muamar Gadafi, el gran impulsor de los proyectos para el desarrollo de armamento de destrucción masiva.

Libia inició sus programas relativos al armamento de destrucción masiva con la llegada de Muamar Gadafi al poder en plena Guerra Fría. Pese a que inicialmente Libia no tenía amenazas directas, consideraba a Israel y Estados Unidos como símbolos de colonialismo e imperialismo en la región. El interés de Libia por obtener este tipo de armamento surge en los años setenta para incrementar su influencia en el continente africano y en Oriente Próximo, sobre todo tras las informaciones aparecidas durante el conflicto árabe-israelí del Yom Kippur, según las cuales Israel disponía de este armamento. A principios de los años ochenta, Libia ya había desarrollado una rudimentaria capacidad de producción carente de autonomía, pues no disponía de medios propios para la producción de precursores y dependía de la importación.
La ambigüedad del programa nuclear israelí provocó que Gadafi en 1996 sostuviera —incluso públicamente— la necesidad de que los países árabes se armaran nuclearmente. Esto no impidió que Libia se uniera el mismo año a la ZLAN (Zona Libre de Armas Nucleares) en África, creada con la firma del Tratado de Pelindaba.
Aunque Libia no fue incluida inicialmente en el eje del mal del presidente Bush, sí se mencionó entre los países contra los que EE. UU. podría aplicar la nueva doctrina de ataques preventivos, establecida en el documento de Estrategia de Seguridad Nacional.
Las sanciones económicas contra Libia, la invasión a Irak, así como el escaso acceso al material fueron incentivos para que Gadafi decidiera poner fin a todos sus programas de armamento de destrucción masiva.

## Armas biológicas
En 1982 Libia firmaba la Convención sobre armas biológicas de 1972 aceptando la prohibición del desarrollo, producción y almacenamiento de armamento biológico y aunque en 2003 reconoció haber intentado adquirir equipos para la producción de armas biológicas no hay constancia de que llegase a tenerlas en algún momento.

## Armas nucleares
Los esfuerzos de Libia por obtener armamento nuclear comenzaron poco después del ascenso al poder de Muamar Gadafi en 1969 con el envío de una delegación a China para intentar comprarlas. Aunque Libia firmó el Tratado de No Proliferación Nuclear (TNP) en 1975, Gadafi continuó afirmado que no renunciaría nunca a la posibilidad de desarrollar armas nucleares mientras Israel las tuviera. La firma del tratado no sólo no detuvo su proyecto nuclear sino que fue a partir de ese momento cuando mayor impulso tomó.
Sin éxito, entre 1970 y 1992 el régimen fracasó en su propósito de obtener la tecnología mediante desarrollo interno. La siguiente tentativa para conseguir el armamento fue haciendo uso de la red nuclear de Abdul Qadeer Khan. Khan, padre del programa nuclear paquistaní, admitió en el año 2004 haber traspasado materiales y tecnología nuclear a Libia entre los años 1986 y 1993. Khan dirigía una red de comercio nuclear internacional que suministraba tecnología para el enriquecimiento de uranio, componentes y planos para la fabricación de bombas a Libia. Aunque Khan asumió la total responsabilidad y fue cesado en 2001, el comercio ilícito entre Pakistán y Libia se mantuvo hasta 2003.

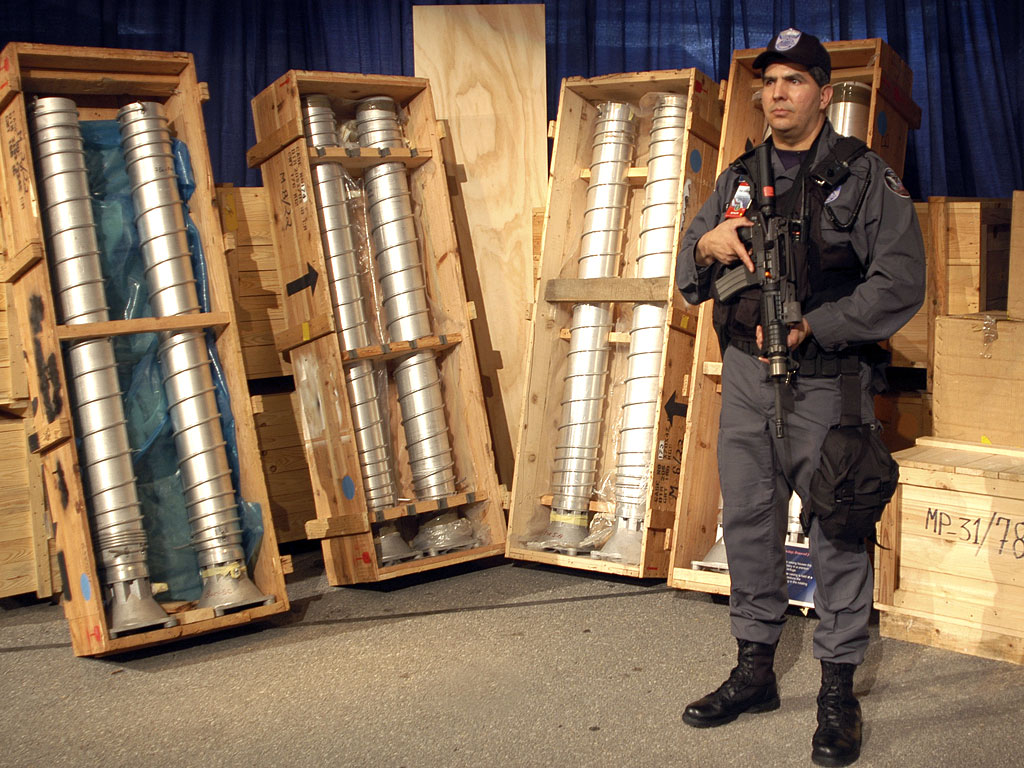
Centrifugadoras incautadas en 2003 cuando se dirigían a Libia.

Aunque con cierta reticencia, en 1995 Libia aceptó la extensión indefinida del TNP. La ambigüedad del programa nuclear israelí provocó que Gadafi en 1996 sostuviera —incluso públicamente— la necesidad de que los países árabes se armaran nuclearmente. Esto no impidió que Libia se uniera el mismo año a la Zona Libre de Armas Nucleares (ZLAN) en África, creada con la firma del Tratado de Pelindaba. Libia en principio no apoyó el Tratado de Prohibición Completa de los Ensayos Nucleares (TPCEN), pero lo hizo en 2003. Esta política errática y vacilante descolocó a Occidente por mucho tiempo, sin embargo las declaraciones de Gadafi de armar nuclearmente a los países árabes hacían sospechar a Occidente sobre su actividad nuclear no pacífica. Estas sospechas provocaron el aumento de las sanciones económicas en 1996, que ya habían sido impuestas por Estados Unidos en 1986 —y expandidas en 1992— por presuntamente financiar el terrorismo, dificultaron aún más la capacidad de desarrollar su programa nuclear ya que afectaban específicamente al sector de hidrocarburos y prohibían celebrar contratos para la supervisión, administración o el financiamiento para el desarrollo de recursos petroleros.
Si de un lado, la posición oficial del Gobierno de Libia se mantenía contraria a la posesión de armas nucleares, de otro, su Presidente, Muamar Gadafi, justificaba las aspiraciones nucleares apoyándose en la capacidad nuclear de Israel y la falta de seguridad para Libia. La OIEA incluyó a Libia entre los denominados «Estados de preocupación de proliferación inmediata» por las sérielas sospechas de que su programa nuclear pudiese tener un fin armamentístico.
A finales del año 2003 fue interceptado un buque en el Mediterráneo que transportaba componentes de centrifugadoras destinadas a la producción de armamento nuclear en Libia. En diciembre de 2003, Libia anunció mediante su Ministro de Asuntos Exteriores que eliminaría todos sus programas de armas de destrucción masiva, incluyendo su programa nuclear. Las sanciones económicas contra Libia, la invasión de Irak, así como el escaso acceso al material nuclear fueron incentivos para que Gadafi decidiera desnuclearizar su país.
Finalmente Libia firmaría el 10 de marzo de 2004 el Protocolo Adicional del Tratado de No Proliferación Nuclear con el que permitía visitas de improviso a los inspectores de Naciones Unidas no sólo a sus instalaciones nucleares sino también a los centros de investigación, fábricas o minas relacionadas con el programa nuclear. Ese mismo mes, Libia enviaba a Estados Unidos más de 500 toneladas de material relacionado con su programa nuclear (incluyendo documentación, centrifugadoras y hexafloururo de uranio (UF-6)  para su estudio y destrucción.

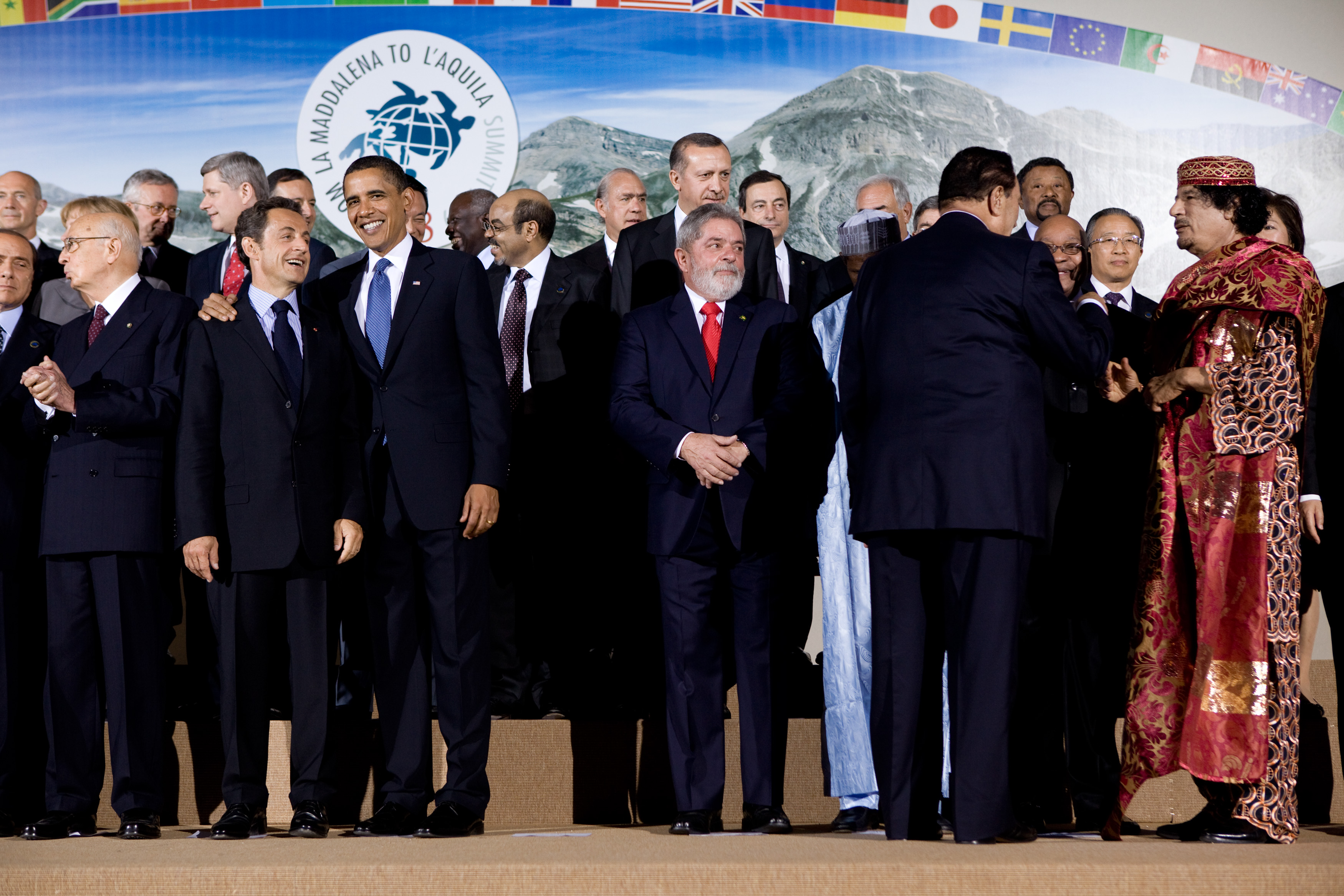
Participación de Gadafi como invitado en la Cumbre del G8 de 2009 una vez había reconstruido los vínculos con líderes occidentales.

Las inspecciones realizadas con autorización libia por expertos occidentales confirmaron que Libia estaba muy avanzada en algunos programas de investigación y desarrollo relacionados con armas de destrucción masiva, incluyendo la capacidad de producción de uranio enriquecido en la central de Tarhuna, a 15 kilómetros de Trípoli, y en otros centros.
Después de la renuncia a su programa de armamento nuclear se levantaron las sanciones contra el régimen de Gadafi y salió, tras veinte años, del aislamiento internacional con la visita a Trípoli del primer ministro británico Tony Blair. Desde ese momento, Gadafi se comprometió a colaborar sin reservas con Occidente, incluso delatando a los que habían sido sus proveedores.

## Armas químicas
Al igual que con los otros proyectos de armamento de destrucción masiva, el interés libio por hacerse con un arsenal químico aparece con Gadafi ya en el poder, durante la década de los setenta y tras las sospechas y temores de que Israel pudiese poseer esta clase de armamento.
En enero de 1989 se produce la Conferencia de París en contra del uso de armas químicas, entre los países de Oriente Medio identificados como probables poseedores de agresivos químicos que no firmaron el convenio se encontraba Libia y aunque el representante libio señaló que su país estaba dispuesto a firmar, finalmente no lo hizo.
Antes de que se celebrase dicha conferencia, Libia había acreditado su experiencia en cuanto al uso de armas químicas, ya que desde principios de esa década ya producía y almacenaba sarin y gas mostaza en su instalación de Rabta cuando entre 1986 y 1987 se denunció el empleo de armamento químico por parte de Libia en las operaciones militares en Chad, durante el conflicto que mantuvo con dicho país.
En el mes de diciembre de 2003, Libia asumió el compromiso de eliminar todos los programas de armas de destrucción masiva, comenzando en febrero de 2004, bajo la supervisión de la Organización para la Prohibición de las Armas Químicas (OPAQ) y de Naciones Unidas. El día 5 de marzo de 2004, Libia presentó a la OPAQ una declaración sobre sus arsenales químicos, en la que figuraban 23 toneladas de gas mostaza, dos almacenes, así como un plan para la destrucción de todo el arsenal químico. Como instalaciones de producción de armamento químico, Libia declaró dos plantas farmacéuticas en Rabta y una instalación con unidades móviles denominadas STO-001 en Trípoli.
En noviembre de ese mismo año, y a petición del gobierno libio, la OPAQ autorizó que las instalaciones de producción de Rabta, en vez de ser destruidas, fuesen modificadas para fines pacíficos, en concreto, para la producción de medicamentos y vacunas.
A finales de 2011 se descubría una pequeña cantidad de iperita y una cantidad todavía desconocida de municiones químicas sin cargar que Libia no había declarado a la OPAQ. Libia completó en enero de 2014 la destrucción de sus instalaciones, sustancias y precursores químicos más letales (lista 1, incluyendo 25 toneladas de iperita); en enero de 2018 la OPAQ declaró que Libia había destruido todo el arsenal de armas químicas.

## Misiles balísticos

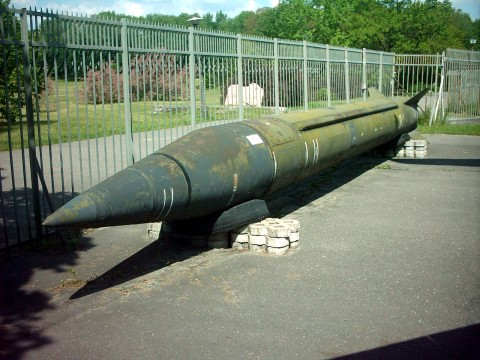
Misil Scud-B similar a los que tuvo en posesión el régimen libio.

Respecto a la capacidad libia de utilizar estas armas de destrucción masiva, tuvo una gran importancia para el gobierno de Gadafi adquirir la tecnología necesaria para llevar a cabo su programa. Durante el año 1996, Serbia vendió clandestinamente la tecnología para el desarrollo de los misiles Al Fatah, un tipo de misil de medio alcance que libia estuvo perfeccionando desde ese momento. El arsenal libio contenía misiles soviéticos “Scud-B”, misil adaptado para tener un mayor recorrido, cuyo resultado en Libia, fue el misil “Scud-Charlie” o “Scud-C”, el cual tiene un alcance de novecientos kilómetros. Este tipo de misil puede ser cargado con cabezas nucleares, biológicas y químicas. Por otra parte, son conocidas las exportaciones chinas de misiles balísticos y de crucero, con capacidad para portar una carga nuclear (y, por extensión, química y biológica), lo que facilitó a la proliferación de ADM en varios países y regiones de especial preocupación internacional, entre ellos a Libia.
Libia también recibió misiles de medio alcance Hwasong-7 y su tecnología de desarrollo desde Corea del Norte con capacidad de llevar cabezas nucleares así como armas químicas.  
El gobierno de Gadafi admitió en 2003 haber mantenido contactos con Corea del Norte para desarrollar misiles balísticos del tipo Scud de largo alcance y se compromete a destruir los que posee por encima de los 299 kilómetros de alcance - renunciando aunque sin decirlo expresamente a alcanzar a Israel - así como sus cabezas explosivas con un peso superior a los 599 kilogramos.
Libia renunciaba públicamente el 19 de diciembre de 2003 a las ADM y se comprometía a no poseer misiles balísticos con alcance superior a 300 kilómetros, mostrando su intención de adherirse a los tratados internacionales.
El día 6 de marzo de 2004 salían por vía marítima hacia Estados Unidos más de 500 toneladas de material militar libio para su estudio y posible destrucción, en el que se incluían cinco misiles Scud-C.